# Sancta Maria (Aarschot)
Sancta Maria Aarschot is een christelijke onderwijsinstelling in Aarschot, België, die zowel basis- als secundair onderwijs aanbiedt. De school is gevestigd aan de Kardinaal Mercierstraat. De school maakt deel uit van het vrij gesubsidieerd onderwijs en heeft circa 1000 leerlingen.
De school werd in 1934 door de Zusters van het Heilig Hart van Maria opgericht als meisjesschool. In de jaren 80 werden ook jongens toegelaten.

## Onderwijsaanbod

### Secundair onderwijs
Het secundair onderwijs biedt diverse studierichtingen. De 1ste graad biedt verschillende opties zoals economie, klassieke talen, maatschappij en welzijn, moderne talen en wetenschappen, en STEM-wetenschappen. De 2de en 3de graad bieden doorstroomfinaliteiten in studiedomeinen zoals Economie-Moderne talen, Economie-Wiskunde, Economische wetenschappen, Latijn, Moderne talen-Wetenschappen, Natuurwetenschappen en Wetenschappen-Wiskunde.

### Structuur
De school is georganiseerd in twee afzonderlijke delen: basisschool en secundair onderwijs, beide onder het bestuur van Arcadia VZW. 

## Geschiedenis
Sancta Maria Aarschot is een school die werd opgericht in 1934 door de Zusters van het Heilig Hart van Maria van Berlaar. De school maakt deel uit van een bredere onderwijstraditie die teruggaat tot de 18de eeuw, waarin de congregatie zich toelegde op katholiek en waardengericht onderwijs, met bijzondere aandacht voor de vorming van meisjes. In de 19de en 20ste eeuw breidden de zusters hun onderwijsnetwerk uit over heel Vlaanderen, en de oprichting van Sancta Maria Aarschot past binnen deze missie. Wat begon als een school voor algemeen secundair onderwijs exclusief voor meisjes, groeide uit tot een brede onderwijsinstelling met studierichtingen binnen ASO, TSO en BSO — sinds 1 september 2019 aangeduid als doorstroomfinaliteit, dubbele finaliteit en arbeidsmarktfinaliteit. De geschiedenis van de school weerspiegelt een voortdurende evolutie en aanpassing aan maatschappelijke en onderwijsveranderingen. Sancta Maria Aarschot speelt een blijvende rol in het onderwijslandschap van Aarschot, met een sterke nadruk op pedagogische vernieuwing, leerlinggerichte aanpak en betrokkenheid bij de gemeenschap.